# Lista de apresentadores de Saturday Night Live
O que se segue é uma lista de apresentadores do Saturday Night Live. As centenas de episódios de Saturday Night Live (SNL) apresentaram centenas de apresentadores, que na maioria das vezes vêm para o show como:
| Comediantes - Steve Martin - Robin Williams - Eric Idle - Peter Cook & Dudley Moore - George Carlin | Actores - Alec Baldwin - Robert De Niro - Tom Hanks - Jude Law - Charlize Theron - Charlton Heston | Músicos - Jennifer Lopez - Taylor Swift - Christina Aguilera - Janet Jackson - Madonna - Britney Spears |

Alguns são conhecidos a partir de suas realizações no desporto, como Peyton Manning, Deion Sanders, Michael Phelps, Derek Jeter, Wayne Gretzky e Tom Brady. Outros são figuras políticas, como o ex- vice-presidente Al Gore, E.U. Senado membros de John McCain e George McGovern e New York City Mayors (Ed Koch e Rudy Giuliani), ou de líderes políticos como Al Sharpton, Jesse Jackson e Ralph Nader.
O SNL também convidou as pessoas com várias conexões para o show de acolhimento, sobretudo os membros do elenco antigo, como Eddie Murphy, Chevy Chase, Billy Crystal, Dana Carvey, Chris Rock, Norm Macdonald e Will Ferrell.
A Lista de convidados de Saturday Night Live dá uma lista completa de todos os convidados que apareceram no show, e também está disponível.

## Apresentadores
A seguir estão listas de hosts com base em sua carreira ou idade.

### Desporto
A partir de 2010, houve 31 figuras do desporto que apresentaram o SNL. Estas figuras incluem atletas, treinadores, um proprietário da equipe, e os comentaristas desportivos. A seguir está uma lista dos tais anfitriões.
| Apresentador/Apresentadora | Ocupação                              | Número de episódios | Primeira Aparição       | Última Aparição         |
| -------------------------- | ------------------------------------- | ------------------- | ----------------------- | ----------------------- |
| Fran Tarkenton             | jogador de futebol                    | 1                   | 29 de Janeiro de 1977   | 29 de Janeiro de 1977   |
| O. J. Simpson              | jogador de futebol                    | 1                   | 25 de Fevereiro de 1978 | 25 de Fevereiro de 1978 |
| Bill Russell               | jogador de basquetebol                | 1                   | 3 de Novembro de 1979   | 3 de Novembro de 1979   |
| John Madden                | trinador de futebol/locutor           | 1                   | 30 de Janeiro de 1982   | 30 de Janeiro de 1982   |
| Bob Uecker                 | jogador de basebol/locutor            | 1                   | 13 de Outubro de 1984   | 13 de Outubro de 1984   |
| Alex Karras                | jogador de futebol/wrestler/locutor   | 1                   | 2 de Fevereiro de 1985  | 2 de Fevereiro de 1985  |
| Howard Cosell              | locutor                               | 1                   | 13 de Abril de 1985     | 13 de Abril de 1985     |
| Hulk Hogan                 | wrestler                              | 1                   | 30 de Março de 1985     | 30 de Março de 1985     |
| Tony Danza                 | boxer                                 | 2                   | 19 de Abril de 1986     | 28 de Janeiro de 1989   |
| Billy Martin               | jogador de basebol/manager            | 1                   | 24 de Maio de 1986      | 24 de Maio de 1986      |
| Joe Montana                | jogador de futebol                    | 1                   | 24 de Janeiro de 1987   | 24 de Janeiro de 1987   |
| Walter Payton              | jogador de futebol                    | 1                   | 24 de Janeiro de 1987   | 24 de Janeiro de 1987   |
| Wayne Gretzky              | jogador de hockey                     | 1                   | 13 de Maio de 1989      | 13 de Maio de 1989      |
| Chris Evert                | jogador de ténis                      | 1                   | 11 de Novembro de 1989  | 11 de Novembro de 1989  |
| George Steinbrenner        | Dono dos New York Yankees             | 1                   | 20 de Outubro de 1990   | 20 de Outubro de 1990   |
| Michael Jordan             | jogador de basketball                 | 1                   | 28 de Setembro de 1991  | 28 de Setembro de 1991  |
| Charles Barkley            | jogador de basketball                 | 2                   | 25 de Setembro de 1993  | 9 de Janeiro de 2010    |
| Nancy Kerrigan             | skater                                | 1                   | 13 de Março de 1994     | 13 de Março de 1994     |
| George Foreman             | boxer                                 | 1                   | 17 de Dezembro de 1994  | 17 de Dezembro de 1994  |
| Deion Sanders              | jogador de futebol/jogador de basebol | 1                   | 18 de Fevereiro de 1995 | 18 de Fevereiro de 1995 |
| Dwayne "The Rock" Johnson  | wrestler                              | 3                   | 18 de Março de 2000     | 7 de Março de 2009      |
| Derek Jeter                | jogador de basebol                    | 1                   | 1 de Dezembro de 2001   | 1 de Dezembro de 2001   |
| Jonny Moseley              | freestyle skiing                      | 1                   | 2 de Março de 2002      | 2 de Março de 2002      |
| Jeff Gordon                | Condutor da NASCAR                    | 1                   | 11 de Janeiro de 2003   | 11 de Janeiro de 2003   |
| Andy Roddick               | jogador de ténis                      | 1                   | 8 de Novembro de 2003   | 8 de Novembro de 2003   |
| Tom Brady                  | jogador de futebol                    | 1                   | 16 de Abril de 2004     | 16 de Abril de 2004     |
| Lance Armstrong            | ciclista                              | 1                   | 29 de Outubro de 2005   | 29 de Outubro de 2005   |
| Jason Lee                  | skateboarder                          | 1                   | 12 Novembro de 2005     | 12 Novembro de 2005     |
| Peyton Manning             | jogador de futebol                    | 1                   | 24 Março de 2007        | 24 Março de 2007        |
| LeBron James               | jogador de basketball                 | 1                   | 29 de Setembro de 2007  | 29 de Setembro de 2007  |
| Michael Phelps             | Nadador Olímpico                      | 1                   | 13 de Setembro de 2008  | 13 de Setembro de 2008  |

### Política
Em Março de 2007, houve 11 figuras políticas que apresentaram o SNL. Estes números incluem os funcionários públicos eleitos e/ou activistas políticos. A seguir está uma lista dos tais anfitriões. 
| Apresentador/Apresentadora | Ocupação                                                                      | Número de episódios | Primeira Aparição      | Última Aparição        |
| -------------------------- | ----------------------------------------------------------------------------- | ------------------- | ---------------------- | ---------------------- |
| Al Gore                    | Vice-presidente (Democrático), Candidato Democrático para Presidente (2000)   | 1                   | 14 de Dezembro de 2002 | 14 de Dezembro de 2002 |
| George McGovern            | Senador dos E.U.A (Democrático), Candidato Democrático para Presidente (1972) | 1                   | 14 de Abril de 1984    | 14 de Abril de 1984    |
| John McCain                | Senador dos E.U.A (Republicano), Candidato Republicano à Presidência (2008)   | 1                   | 19 outubro de 2002     | 19 outubro de 2002     |
| Ed Koch                    | Governador de Nova York (Democrático)                                         | 2                   | 14 de Maio de 1983     | 12 de Maio de 1984     |
| Rudy Giuliani              | Governador de Nova York (Republicano)                                         | 1                   | 22 Novembro 1997       | 22 Novembro 1997       |
| Jesse Jackson              | Ex-candidato Presidencial (Democrático)/ministro ordenado                     | 1                   | 20 de outubro de 1984  | 20 de outubro de 1984  |
| Al Sharpton                | Ex-candidato Presidencial (Democrático)/ministro ordenado                     | 1                   | 6 de Dezembro de 2003  | 6 de Dezembro de 2003  |
| Steve Forbes               | Ex-candidato Presidencial (Republicano)                                       | 1                   | 13 de Abril de 1996    | 13 de Abril de 1996    |
| Ralph Nader                | Ex-candidato Presidencial (Green Party)/activista do consumidor               | 1                   | 15 de Janeiro de 1977  | 15 de Janeiro de 1977  |
| Ron Nessen                 | Secretário de imprensa do presidente dos E.U.A Gerald Ford (Republicano)      | 1                   | 17 de Abril de 1976    | 17 de Abril de 1976    |
| Julian Bond                | Líder dos direitos civis/Representante e senador de Geórgia (Democrático)     | 1                   | 9 de Abril de 1977     | 9 de Abril de 1977     |

### Apresentadores mais Velhos
Esta é uma lista das pessoas mais velhas a apresentar o show. A fim de tornar esta lista, a pessoa deve ter mais de 65 anos de idade quando organizou o show em dado momento.
| Apresentador/Apresentadora | Data                  | Idade               |
| -------------------------- | --------------------- | ------------------- |
| Eubie Blake                | 10 de Março de 1979   | 92 anos, 31 anos    |
| Betty White                | 8 de Maio de 2010     | 88 anos, e 111 dias |
| Miskel Spillman            | 17 de Dezembro 1977   | 80 anos, 100 dias   |
| Ruth Gordon                | 22 de Janeiro 1977    | 80 anos, 84 dias    |
| Milton Berle               | 14 de Abril de 1979   | 70 anos, 276 dias   |
| Charlton Heston            | 4 de Dezembro de 1993 | 70 anos, 61 dias    |
| Christopher Walken         | 5 de Abril de 2008    | 65 anos, 5 dias     |

|}

### Apresentadores mais Jovens
Esta é uma lista das pessoas mais jovens a a apresentarem. A fim de fazer essa lista, a pessoa deve estar sob a idade de 18, quando organizou o show em dado momento.
| Apresentador/Apresentadora | Data                    | Idade             |
| -------------------------- | ----------------------- | ----------------- |
| Drew Barrymore             | 20 de Novembro de 1982  | 7 anos, 271 dias  |
| Macaulay Culkin            | 23 de Novembro de 1991  | 11 anos, 89 dias  |
| Fred Savage                | 24 de Fevereiro de 1990 | 13 anos, 230 dias |
| Jodie Foster               | 27 de Novembro de 1976  | 14 anos, 8 dias   |
| Malcolm-Jamal Warner       | 18 de Outubro de 1986   | 16 anos, 61 dias  |
| Lindsay Lohan              | 1 de Maio de 2004       | 17 anos, 304 dias |
| Taylor Lautner             | 12 de Dezembro de 2009  | 17 anos, 304 dias |
| Mary-Kate & Ashley Olsen   | 15 Maio de 2004         | 17 anos, 337 dias |

## Afiliações com oSNL
A seguir estão listas de apresentadores com base em sua filiação anterior com Saturday Night Live, incluindo aqueles que tinham sido membros do elenco, quem fez o teste ou foram oferecidos a oportunidade de se juntar ao elenco, e aqueles que apresentaram depois de ter sido cancelada uma aparição anterior. 

### Membros do Elenco
Em Março de 2009, foram 25 artistas que já receberam o SNL, em um ponto em suas carreiras, ou eram repertório apresentado ou um membro do elenco do SNL. Os artistas que se seguem, apresentaram o SNL, antes, durante ou após a sua posse como membro do elenco do SNL.
| Apresentador/Apresentadora | Número de episódios | Primeira Aparição       | Última Aparição         |
| -------------------------- | ------------------- | ----------------------- | ----------------------- |
| Chevy Chase                | 8                   | 18 de Fevereiro de 1978 | 15 de Fevereiro de 1997 |
| Bill Murray                | 5                   | 7 de Março de 1981      | 20 de Fevereiro de 1999 |
| Dana Carvey                | 3                   | 22 de Outubro de 1994   | 21 de Outubro de 2000   |
| Don Novello                | 2                   | 14 de Janeiro de 1984   | 12 de Maio de 1984      |
| Eddie Murphy               | 2                   | 11 de Dezembro de 1982  | 15 de Dezembro de 1984  |
| Julia Louis-Dreyfus        | 2                   | 13 de Maio de 2006      | 17 de Março de 2007     |
| Billy Crystal              | 2                   | 17 de Março de 1984     | 12 de Maio de 1984      |
| Martin Short               | 2                   | 6 de Dezembro de 1986   | 7 de Dezembro de 1996   |
| Phil Hartman               | 2                   | 23 de Março de 1996     | 23 de Novembro de 1996  |
| David Spade                | 2                   | 7 de Novembro de 1998   | 12 de Março de 2005     |
| Will Ferrell               | 2                   | 14 de Maio de 2005      | 16 de Maio de 2009      |
| Tina Fey                   | 2                   | 23 de Fevereiro de 2008 | 10 de Abril de 2010     |
| Dan Aykroyd                | 1                   | 17 de Maio de 2003      | 17 de Maio de 2003      |
| Paul Shaffer               | 1                   | 31 de Janeiro de 1987   | 31 de Janeiro de 1987   |
| Michael McKean             | 1                   | 3 de Novembro de 1984   | 3 de Novembro de 1984   |
| Robert Downey, Jr.         | 1                   | 16 de Novembro de 1996  | 16 de Novembro de 1996  |
| Jon Lovitz                 | 1                   | 8 de Novembro de 1997   | 8 de Novembro de 1997   |
| Damon Wayans               | 1                   | 8 de Abril de 1995      | 8 de Abril de 1995      |
| Chris Rock                 | 1                   | 2 de Novembro de 1996   | 2 de Novembro de 1996   |
| Mike Myers                 | 1                   | 22 de Março de 1997     | 22 de Março de 1997     |
| Chris Farley               | 1                   | 25 de Outubro de 1997   | 25 de Outubro de 1997   |
| Ben Stiller                | 1                   | 24 de Outubro de 1998   | 24 de Outubro de 1998   |
| Norm Macdonald             | 1                   | 23 de Outubro de 1999   | 23 de Outubro de 1999   |
| Molly Shannon              | 1                   | 12 de Maio de 2007      | 12 de Maio de 2007      |
| Tracy Morgan               | 1                   | 14 de Março de 2009     | 14 de Março de 2009     |

### Potenciais Membros do Elenco
A seguir está uma lista de anfitriões convidados que sem sucesso, fizeram um teste para o show mais cedo em suas carreiras, ou recusou ofertas para se juntar ao elenco. Esta lista não inclui os nomes de apresentadores, como Billy Crystal, que foram rejeitados, mas eventualmente se juntou ao elenco em uma data posterior. A lista dos anfitriões e as datas de seus testes são as seguintes:
| Apresentador/Apresentadora | Temporada da audição no SNL   | Primeira Aparição      | Última Aparição        | Notas |
| -------------------------- | ----------------------------- | ---------------------- | ---------------------- | --- |
| John Goodman               | Sexta (1980–1981)             | 2 de Dezembro de 1989  | 3 de Novembro de 2001  | |
| Jim Carrey                 | Sexta (1980–1981)             | 18 de maio de 1996]    | 18 de maio de 1996]    | [ 2 ] |
| Catherine O'Hara           | Sexta (1980–1981)             | 13 de Abril de 1991    | 31 de Outubro de 1992  | O'Hara foi contratada para substituir Ann Risley, porém na última hora ela parou o show por causa da raiva de Michael O'Donoghue com o elenco. Ela chamou sua amiga para substituí-la, que essa amiga era Robin Duke. |
| Geena Davis                | Oitava (1982–1983)            | 22 de Abril de 1989    | 22 de Abril de 1989    | |
| Paul Reubens               | Décima (1984–1985)            | 23 de Novembro de 1985 | 23 de Novembro de 1985 | |
| Lisa Kudrow                | Décima-Sexta (1990–1991)      | 5 de Outubro de 1996   | 5 de Outubro de 1996   | Kudrow perdeu para Julia Sweeney. |
| Steve Carell               | Vigésima-Primeira (1995–1996) | 1 de Outubro de 2005   | 1 de Outubro de 2005   | Carell perdeu para Will Ferrell. |
| Johnny Knoxville           | Vigésima-Primeira (1995–1996) | 7 de Maio de 2005      | 7 de Maio de 2005      | Knoxville efectivamente recusou o show. |
| Dane Cook                  | Vigésima-Oitava (2002–2003)   | 3 de Dezembro de 2005  | 30 de Setembro de 2006 | Perdeu para Will Forte. |

### Apresentadores com Aparências Canceladas
A lista a seguir não inclui apresentadores com aparências que canceladas que retornaram a apresentadores ou apresentadores que já apresentaram. 
| Apresentador/Apresentadora | Data                   |
| -------------------------- | ---------------------- |
| Tom Davis Al Franken       | 18 de Abril de 1981    |
| Brooke Shields             | 16 de Maio de 1981     |
| Eugene Levy                | 9 de Março de 1985     |
| Gilda Radner               | 12 de Março de 1988    |
| Gary Oldman                | 19 de Dezembro de 1992 |
| Edie Falco                 | 8 de Dezembro de 2007  |

## Ligações Externas
Aparências de Chevy Chase